# 大土墩 (愛荷華州)
大土墩（英語：Grand Mound）是一個位於美國愛荷華州克林頓縣的城市。

## 地理
大土墩的座標為41°49′27″N 90°38′49″W / 41.82417°N 90.64694°W，而該地的平均海拔高度為221米（即729英尺）。

## 人口
根據2010年美國人口普查的數據，大土墩的面積為4.71平方千米，當中陸地面積為4.71平方千米，而水域面積為0.00平方千米。當地共有人口642人，而人口密度為每平方千米136人。